# Jean Etcheberry
Jean Etcheberry (27 de agosto de 1901 — 5 de fevereiro de 1982) foi um jogador de rugby union francês, medalhista olímpico.

## Carreira
Durante a sua carreira desportiva, esteve associado aos clubes Boucau Stade, SAR Rugby Rochefort, US Cognac Rugby e CS Vienne. Ele integrou a equipe da Seleção da França que conquistou a medalha de prata nos Jogos Olímpicos de Verão de 1924 em Paris. Ele jogou as duas partidas da competição, nas quais os franceses derrotaram a Romênia por 61–3 no Stade de Colombes em 4 de maio, e duas semanas depois perderam para os EUA por 3–17.
Após encerrar a carreira esportiva, tornou-se treinador do CS Vienne, com quem conquistou, entre outros, o campeonato francês em 1937. O estádio da cidade de Vienne recebeu o seu nome.